# جوانی (مجموعه تلویزیونی کره جنوبی)
جوانی (انگلیسی: Begins ≠ Youth; کره‌ای: 비긴즈유스) یک مجموعه تلویزیونی محصول کره جنوبی در سال ۲۰۲۴ بر پایه جهان بی‌تی‌اس با بازی سو جی هون، نو جونگ هیون، آن جی هو، سو یونگ جو، کیم یون وو، جونگ وو جین و جون جین سو است. این مجموعه از ۳۰ آوریل تا ۱۴ مه ۲۰۲۴، سه‌شنبه‌ها ساعت ۱۶:۰۰ (کی‌اس‌تی) از Xclusive پخش شد.

## بازیگران

### اصلی
- سو جی هون در نقش کیم هوان
- سو یونگ جو در نقش کیم دو گون
- جون جین سو در نقش جون جه ها
- جونگ وو جین در نقش کیم جو آن
- نو جونگ هیون در نقش مین چه این
- کیم یون وو در نقش پارک ها رو
- آن جی هو در نقش جونگ هو سو

### مکمل
- جونگ سونگ ایل در نقش کیم چانگ جون
- کیم نام هی در نقش سونگ جون هو
- نام میونگ ریول در نقش کو هیون بوک
- وو هی جین در نقش هوانگ سو یون
- سونگ جی رو در نقش یک ناظم
- کیم یونگ وونگ در نقش کیم سونگ هون
- لی هانگ نا در نقش شیم سون می
- یو سه هیونگ در نقش چوی جی هان

### دیگران
- لی شی هو[۲]

## تولید

### توسعه
در ۲۱ اوت ۲۰۱۹، بانگ شی‌هیوک، مدیر عامل بیگ هیت میوزیک، اعلام کرد که یک درام بر پایهٔ روزهای آغازین فعالیت بی‌تی‌اس ساخته خواهد شد و قرار است که در نیمهٔ دوم سال ۲۰۲۰ به عنوان بخشی از جهان بی‌تی‌اس منتشر شود. این مجموعه با همکاری چوروکبم مدیا تولید شده است. عنوان کاری اولیهٔ این مجموعه آسمان آبی (کره‌ای: 푸른 하늘; لاتین‌نویسی اصلاح‌شده: Peureun Haneul) بود و بعداً به نام جوانی تغییر پیدا کرد.

### بازیگران
در ۱۷ ژوئن ۲۰۲۰، گزارش شد که شرکت‌های تولیدکننده در حال برگزیدن بازیگران اصلی و فرعی هستند و بازیگران اصلی، تنها از بازیگران تازه‌کار تشکیل خواهد شد. در ۱۹ اکتبر اعلام شد که سو جی هون، نو جونگ هیون، آن جی هو، سو یونگ جو، کیم یون وو، جونگ وو جین و جون جین سو در این مجموعه بازی خواهند کرد.